# Dijia
Dijia (kinesiska: 翟家镇, 翟家) är en köping i Kina. Den ligger i provinsen Shandong, i den östra delen av landet, omkring 82 kilometer norr om provinshuvudstaden Jinan. Antalet invånare är 20 933. Befolkningen består av 10 966 kvinnor och 9 967 män. Barn under 15 år utgör 18,0 %, vuxna 15-64 år 72 %, och äldre över 65 år 9,0 %.
Genomsnittlig årsnederbörd är 770 millimeter. Den regnigaste månaden är juli, med i genomsnitt 304 mm nederbörd, och den torraste är januari, med 5 mm nederbörd.